# Кастинг, Каролина
 Каролина Кастинг  (порт. Carolina Kasting, род. 12 июля 1975, Флорианополис) — бразильская актриса.

## Биография
Родилась в Флорианополисе в 1975 году в семье Сержио Роберто Арруда и Яры Кастинг. Младший ребёнок в многодетной семье, имеет брата Гугу и сестру Режину (актриса Режани Арруда). К 14 годам она переехала из Флорианополиса, чтобы начать изучение в школе Театрального танца в Куритибе. Несколько лет спустя её интерес к театру возрастает и она переезжает в Сан-Паулу, чтобы изучить драматические искусства.
Там она участвовала в конкурсе моделей.
В 1996 году Каролина движется в Рио-де-Жанейро, чтобы проявить себя на пробах в телекомпани Globo. Вскоре она дебютирует в новелле «Мой Ангел», как главный персонаж в новелле.
В молодёжном сериале «Malhação» она играет ложную монахиню.
В 1997 году исполняет эпизодическую роль в ремейке новеллы «Жестокий ангел», а также приняла участие в мини-сериале «Неукротимая Хильда». В следующем году актриса играет в «Бриде», телекомпании Rede Manchete.
В 1999 году возвращается в телекомпанию Globo и играет отрицательную роль Розаны, за которую получила благотворительную критику.
Другие работы были не менее худшими. Она с блеском воплотила алкоголичку Мариану в новелле «Coração de Estudante».
Эгоистичного врача Лауру в «Женщинах в любви» и специальную роль духа Лоры в ремейке новеллы «Пророк».
В кино она играет персонажа Эстер в «Тропических Мечтах», за что получает премию лучшей актрисы Фестиваля Рифа в 2002 году.
В течение трёх лет она принимала лишь некоторое участие на телевидении из-за рождения дочери.
С октября 2007 года она вновь играла в сезоне сериала «Malhação».
Так же актриса участвовала в театральных постановках.
В 2010 году исполнила отрицательную роль Жудите в новелле «Escrito nas Estrelas».
В 2011 году воплотила роль Жамиле в новелле «Светило».
А в 2012 году была психологом Беатрис в новелле «Вечная любовь».

## Личная жизнь
Муж — актёр Маурисиу Грекко. 21 апреля 2005 года родила дочь Кору. 30 июня 2016 года родила сына Тома.

## Фильмография
Каролина Кастинг снялась в нескольких телевизионных сериалах производства телекомпании «Глобу», некоторые из которых демонстрировались в России:
- 1994 — Новый Геркулес (Malhação)
- 1996 — Мой ангел (Anjo de Mim) — Валентина
- 1997 — Жестокий ангел (Anjo Mau) — Уши Видигал
- 1998 — Неукротимая Хильда (Hilda Furacão) — Бела Мендес
- 1999 — Brida (Brida) — Брида
- 1999 — Земля любви (Terra Nostra) — Розана Аранья де Батистелла
- 2001 — Берег мечты (Porto dos Milagres) — Лаура Проэнса
- 2001 — Присутствии Аниты (Presenca de Anita) — Жулиана
- 2002 — Сердце студента (Coracao de Estudante) — Мариана
- 2003 — Женщины в любви (Mulheres Apaixonadas) — Лаура Медейрос
- 2003 — Кубанакан (Kubanacan) — Зельда
- 2004 — Кабокла (Cabocla) — Марикинья
- 2006 — Пророк (телесериал) — Лаура Моура
- 2007 — Новый Геркулес
- 2013 — Любовь к жизни (Amor a Vida) — Жина (Режина Мария душ Сантуш Батишта)